# Forbrugsforeningen
Forbrugsforeningen (i daglig tale kaldet FBF) er en dansk loyalitetsklub, som er stiftet den 20. april 1886 som 'Forbrugsforeningen for Embeds- og Bestillingsmænd samt Læger'. Forbrugsforeningen har i dag over 230.000 medlemmer. Foreningen blev etableret som en del af andelsbevægelsen og er  den ene af to som fortsat findes efter mere end 136 år.
Forbrugsforeningens produkt er et kombineret loyalitets- og kreditkort (lukker 1.oktober 2025) som bruges til at betale i butikker og webshops, hvorved medlemmer optjener bonus (får penge tilbage). Bonussatsen varierer fra butik til butik.

## Forskelle
Forbrugsforeningens loyalitetsklub, adskiller sig fra andre loyalitets- og kundeklubber på flg. områder:
- Loyalitetskortet er indbygget i et kreditkort (Forbrugsforeningskort). Man skal betale med sit Forbrugsforeningskort for at få bonus.[2]
- Loyalitetskortet er ikke bundet til én butikskæde, men kan benyttes i mange forskellige.[3]
- Medlemskabet koster kr. 132,00 pr. år, hvilket svarer til 11,- kr. om måneden, men det første år er gratis.[4]
- For at blive medlem, skal man være en del af den etablerede fagbevægelse.[5]

## Konkurrenter
Der er flere lign. produkter på det danske marked, bl.a. Din Butik, som drives af Coop Danmark A/S og som også er en del af andelsbevægelsen.

## Udmærkelser
I 2015, 2016 og 2023 vandt Forbrugsforeningen titlen som Danmarks bedste loyalitetsklub, i CBS analyser som angiveligt er verdens største undersøgelse om loyalitetsklubber . 
Forbrugsforeningen har hovedkontor i Knabrostræde i København.

## Eksterne links
- Hjemmeside for Forbrugsforeningen Arkiveret 25. maj 2011 hos  Wayback Machine
- Forbrugsforeningen på Facebook
- FBF på Facebook
- FBF på Instagram